# قصر بني سبيح
قصر بني سبيح هو قصرٌ (قريةٌ محصنة) في المغرب، يقعُ في منطقة تاكونيت. بني هذا القصر بتقنية التربة المدكوكة، حيثُ استعمل فيه الطين.